# (466802) 2015 BE78
(466802) 2015 BE78 es un asteroide perteneciente al cinturón de asteroides, descubierto el 4 de octubre de 2004 por el equipo Spacewatch desde el Observatorio Nacional de Kitt Peak (Arizona, Estados Unidos).